# Claudia Rossi (regatista)
Claudia Rossi es una deportista italiana que compite en vela en la modalidad de crucero. Ganó una medalla de oro en el Campeonato Mundial de Vela en Alta Mar Mixto de 2021.

## Palmarés internacional
| \| Campeonato Mundial \| Campeonato Mundial \| Campeonato Mundial \| Campeonato Mundial \| \| Año \| Lugar \| Medalla \| Clase \| \| ------------------ \| ------------------ \| ------------------ \| ------------------ \| \| 2021 \| Venecia (Italia) \| Medalla de oro \| Doble mixto \| |                  |                |             |
| Campeonato Mundial |                  |                |             |
| Año | Lugar            | Medalla        | Clase       |
| 2021 | Venecia (Italia) | Medalla de oro | Doble mixto |